# 花瀬めぐみ
花瀬 めぐみ（はなせ めぐみ、1981年4月18日 - ）は、日本のナレーター、モデル。本名、杉山 めぐみ（すぎやま めぐみ）。
京都府亀岡市出身。

## 略歴
- 私立成安女子高等学校普通科特進コース（現：京都産業大学附属高等学校）、慶應義塾大学文学部卒業。
- 10代の頃から演劇に関心を持ち、高校生時代は演劇部に所属。卒業後は出身である京都にて仲間たちと劇団を設立し、舞台活動を行っていた。
- 21歳で上京。女優志望ではあったが、主にモデルとして活動を開始。
- 2010年、出身地である京都府亀岡市の観光大使に就任。同年10月より芸名を「花瀬めぐみ」に改名。京都にある峠の名に由来。それまでは本名（旧姓）の「吉川めぐみ」にて活動していた。なお、苗字の「吉川」は異字体である「土」に「口」が正式表記。
- 2013年10月、ヘアメイクアップアーティストの杉山智明と結婚。
- その頃より本格的にナレーターとしての活動を始め、多くのイベントやエキスポ等で活動。番組レポーターやインタビュアー、ファシリテーターなどを務め、東京2020オリンピック競技大会では、水泳競技において場内アナウンスを務めた。

## 人物
- 趣味は作詞作曲、和装、歴史あさり。特技は洋裁、イラスト、着付、京都弁。
- イラストを特技としているが、絵画・デザインのコンクールでは過去様々な賞を獲得している（写生コンクール：京都府知事賞、全国読書感想画コンクール：文部大臣賞佳作、虫歯予防週間ポスター：入賞、市美展入賞、等）。

## 出演

### テレビドラマ
- 鳳神ヤツルギ3（千葉テレビ） - 伽狐姫 役
- 恋愛ニート〜忘れた恋のはじめ方（TBS） - 歯科助手 役
- 嘆きの美女（NHK BSプレミアム） - エリ 役
- プロポーズ兄弟〜生まれ順別 男が結婚する方法〜 第2話（フジテレビ） - 佐久間香名 役
- ヘブンズ・フラワー The Legend of ARCANA（TBS） - リン・ジーシン秘書 役

### バラエティ
- Go West（米国UTB） - リポーター
- ぞうの旅（米国UTB） - リポーター
- 全力坂
- サタデーバリューフィーバー

### ラジオ
- Pure lily white songs（2011年11月 - 、FM浦安） - メインパーソナリティ

### CM・広告・モデル
- ライオン「クリニカ」CM（2011年）
- ミリオン出版「ナックルズ」スチール2P（2011年）
- サントリー「角ハイボール」（2010年）
- SONY「NV-U ピタッと&GO」CM　メイン
- パチスロ「ベガスベガス ヴィーナス刑事編」CM - メインヴィーナス刑事 役
- サッポロビール「琥珀エビス」 CM- メイン
- 料亭女将 役
- ミュゼプラチナム「サイゾー」スチール2P
- インテリジェンス　モデル
- キャドック「ローズコラーゲン」モデル
- インフォトップモデル
- 着物カタログ　まるやま「都粋」レギュラーモデル
- アパレルカタログ　「レオマリーナ」モデル
- リクシルカタログモデル
- 住友不動産マンション広告モデル

### 映画
- みんなのいちご（岩尾望監督） - 橘先生 役
- バカ裁判 シンデレラ裁判編（和田宗右衛門監督） - 御手洗幸子 役
- 完全犯罪のススメ（山本清史監督） - 堂島冴子 役

### 舞台
- 赤毛のアン（2007年9月 - 12月） - ダイアナ 役

### その他
- KENZOフレグランス「flower by KENZO」（2008年） - イメージモデル
- 京都府亀岡市季刊情報誌「亀岡UP」（2008年） - イメージモデル
- 東京モーターショー2011「トヨタ自動車」 - ブースナレーション

## 書籍
- めぐみさんがやる!アレコレ体験エッセイマンガ〜Wii新作ゲームをやってみた〜（2011年1月27日、モッテコ書店）